# 1604
| 1604               |
| ------------------ |
| Dødsfald - Fødsler |
|                    |

| Gregoriansk kalender | 1604 MDCIV              |
| Ab urbe condita      | 2357                    |
| Armensk kalender     | 1053 ԹՎ ՌԾԳ             |
| Kinesiske kalender   | 4300 – 4301 癸卯 – 甲辰 |
| Etiopisk kalender    | 1596 – 1597             |
| Jødisk kalender      | 5364 – 5365             |
| Hindukalendere       |                         |
| - Vikram Samvat      | 1659 – 1660             |
| - Shaka Samvat       | 1526 – 1527             |
| - Kali Yuga          | 4705 – 4706             |
| Iransk kalender      | 982 – 983               |
| Islamisk kalender    | 1013 – 1014             |

Konge i Danmark: Christian 4. 1588-1648
Se også 1604 (tal)

## Begivenheder
- Oostende indtages af den spanske general Ambrogio Spinola
- 9. oktober - Keplers Supernova, den seneste supernova i Mælkevejen, observeres

## Født
- 18. marts – Johan 4. af Portugal, konge af Portugal (død 1656).

## Dødsfald
- 4. maj - Claudio Merulo, italiensk komponist (født 1533)
- 17. oktober - Ingeborg Skeel, dansk godsejer (født 1545)